# Leucospermum cuneiforme
Leucospermum cuneiforme är en tvåhjärtbladig växtart som först beskrevs av Nicolaas Laurens Nicolaus Laurent Burman, och fick sitt nu gällande namn av Rourke. Leucospermum cuneiforme ingår i släktet Leucospermum och familjen Proteaceae. Inga underarter finns listade i Catalogue of Life.